# The Rise and Fall of Ziggy Stardust and the Spiders from Mars
The Rise and Fall of Ziggy Stardust and the Spiders from Mars, kortweg Ziggy Stardust, is het vijfde studioalbum van de Britse popartiest David Bowie, uitgebracht op vinyl in 1972. Alle 11 nummers op het album maakte hij evenals het daarop volgende album Aladdin Sane met zijn toenmalige vaste begeleidingsband The Spiders from Mars, maar beide albums werden desalniettemin uitgebracht als solo-albums. Door het tijdschrift Melody Maker werd het geprezen als het definitieve album van 1972. Het album stond vijfde in de albumlijsten in het Verenigd Koninkrijk en 75e in de Bilboard Music Charts in de Verenigde Staten. In 2002 werd een uitgebreide 30th anniversary edition uitgebracht als dubbel-cd met bonustracks en in 2012 een 40th anniversary edition als enkele cd met een digitaal geremasterde versie van het oorspronkelijke album.
Het album staat bekend als een van de beste werken van David Bowie. Het bekendste nummer is "Ziggy Stardust". Andere bekende nummers zijn onder andere "Moonage Daydream", "Hang On to Yourself", "Rock 'n' Roll Suicide" en "Suffragette City". Bowie scoorde ook een grote hit met Starman.
Ziggy Stardust is tevens de naam van het alter ego dat Bowie aan het begin van de jaren zeventig opgespeld kreeg. Bij diverse gelegenheden verklaarde Bowie dat de Britse rocker Vince Taylor model stond voor Ziggy, maar er zijn ook hints richting Jimi Hendrix ("played it left hand ... jiving us that we were voodoo").

## Tracklisting 1ste editie
- Alle nummers geschreven door Bowie, tenzij anders genoteerd.

kant 1
1. "Five Years" – 4:43
2. "Soul Love" – 3:33
3. "Moonage Daydream" – 4:35
4. "Starman" – 4:15
5. "It Ain't Easy" (Ron Davies) – 2:56

kant 2
1. "Lady Stardust" – 3:20
2. "Star" – 2:47
3. "Hang On to Yourself" – 2:37
4. "Ziggy Stardust" – 3:13
5. "Suffragette City" – 3:25
6. "Rock 'n' Roll Suicide" – 2:57

Bonustracks op heruitgave 1990
1. "John, I'm Only Dancing (Previously unreleased mix)" – 2:43
2. "Velvet Goldmine" – 3:09
3. "Sweet Head" – 4:14
4. "Ziggy Stardust (Demo)" – 3:35
5. "Lady Stardust (Demo)" – 3:35

Bonustracks op heruitgave 2002
1. "Moonage Daydream (Arnold Corns version)" – 3:53
2. "Hang On to Yourself (Arnold Corns version)" – 2:55
3. "Lady Stardust (Demo)" – 3:34
4. "Ziggy Stardust (Demo)" – 3:38
5. "John, I'm Only Dancing" – 2:49
6. "Velvet Goldmine" – 3:14
7. "Holy Holy (1971 re-recording)" – 2:26
8. "Amsterdam" (Jacques Brel/Mort Shuman) – 3:25
9. "The Supermen (Alternate version, recorded for the Glastonbury Fayre in 1971)" – 2:41
10. "Around and Around" (Chuck Berry) – 2:44
11. "Sweet Head" – 4:53
12. "Moonage Daydream (New mix)" – 4:47

## The Motion Picture
In 2002 werd er nog een cd/dvd uitgebracht van het laatste concert van de tournee van Bowie en The Spiders from Mars die op dit album volgde. De cd/dvd heet The Motion Picture. Tijdens dit concert kondigde Bowie aan dat de band zou stoppen met optredens. Bowie leefde tijdens het dieptepunt van zijn drugsverslaving naar verluidt op nauwelijks meer dan melk en cocaïne. Hij is pas begin jaren tachtig van zijn drugsprobleem afgekomen.
In The Motion Picture houdt Bowie een toespraak waaraan is te horen dat hij het zelf ook niet leuk vond. Hij kondigt aan het einde aan dat hij er voorgoed mee zou stoppen. Hij trad op als Ziggy, dus voor het publiek was onduidelijk wie er zou stoppen: David Bowie of alleen David Bowie die Ziggy Stardust speelde. Het bleek uiteindelijk om Ziggy Stardust te gaan. Bowie had al snel weer succesvolle albums, zoals Aladdin Sane (1973). "The Motion Picture" werd voor het eerst uitgebracht op een dubbel vinyl-LP in 1983 door RCA Records (live opname door David Bowie en Mike Moran en geremixt door David Bowie & Tony Visconti, Bruce Tergeson - Een gelimiteerde editie van vinyl van deze dubbel cd set was uitgebracht in de V.S. in oktober 1983).